# Нижній замок (Вільнюс)

Комплекс віленських замків у 1740 році.
Верхній замок: 1. Західна вежа; 2. Південна вежа (зберігся фундамент); 3. Палац (збереглися руїни)
Нижній замок: 4. Ворота з мостом, що веде до міста (вулиця Пілєс); 5. Дорога та міст до вулиці Тілто; 6. Собор; 7. Палац Верховного суду; 8. Палац єпископів; 9. Королівський палац; 10. Палацові сади; 11. Будівля палацу, з кінця XVIII ст. — арсенал, наразі музей; 12. Північно-східна вежа та ворота арсеналу; 13. Двір арсеналу

Нижній замок (лит. Lietuvos Didžiosios Kunigaikštystės valdovų rūmai Vilniaus žemutinėje pilyje – Палац Великих князів Литовських у Нижньому замку, також лит. Lietuvos valdovų rūmai – Палац литовських правителів, пол. Zamek Dolny w Wilnie – Дольний (Нижній) замок)) — відновлена будівля колишньої резиденції Великих князів Литовських та польських королів, яка також є частиною комплексу віленських замків і колишнього комплексу Нижнього замку. Розташовується у Вільнюсі на Кафедральній площі міста, між Замковою горою з Вежею Гедиміна та собором святих Станіслава і Владислава. Палац входить до Національного заповідника «Замки Вільнюса», що є частиною Національного музею Литви.
Палац, збудований у XV столітті (близько 1520-30 рр.), майже 400 років був політичним, адміністративним та культурним центром Речі Посполитої, допоки у 1801 році його не було зруйновано. Відбудова палацу на тому ж місці, де він знаходився історично, тривала з 2002 до 2009 року. Це був наймасштабніший реставраційний проект у незалежній Литві, пов’язаний із відновленням символу литовської державності.
З 2013 року в палаці міститься музей; окрім цього тут проводяться різноманітні урочисті заходи.

## Історія

### Палац Великих князів Литовських у XV – XIX ст.

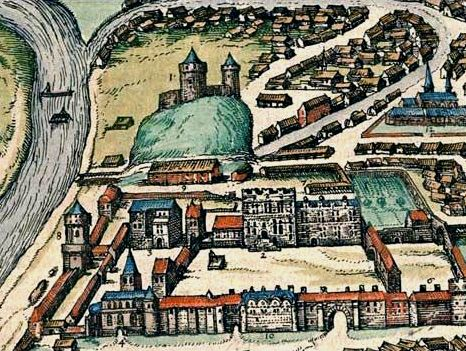
Верхній та нижній замки Вільнюса, 1581 рік

На місці палацу було знайдено руїни кам'яної будівлі, датовані XIII – XIV ст.; деякі археологи схильні вважати, що до них тут знаходився дерев'яний палац. Кам'яний палац на цьому місці було збудовано у XV столітті після великої пожежі, що сталася у 1419 році та знищила кам'яні будівлі і оборонні споруди нижнього замку, який блокував конструкцію. Цей палац був збудований у готичному стилі. У донжоні вищого замку та у самому палаці проходила коронація Вітовта Великого. Цей готичний палац мав три крила; дослідження показали, що він був двоповерховою будівлею з підвалом.
Наприкінці XV – XVI ст.  Олександр Ягеллончик, який згодом став королем Польщі, переніс свою резиденцію із Верхнього замку до Нижнього, де він зустрічався зі своїми послами. Він звелів відновити у пізньоготичному стилі палац, у якому надалі жив зі своєю дружиною – дочкою Великого князя Московського Івана III.
Одним із авторів тодішнього проекту відновлення Нижнього замку був голландець Петер Нонгардт.
За правління короля Сигізмунда І Старого палац було значно розширено, аби задовольнити усі потреби нового монарха. Зокрема були додані нове крило та третій поверх, також збільшилась площа садів. За тогочасними цінами увесь палац коштував 100 тисяч дукатів. Ймовірно, проект реконструкції палацу у ренесансному стилі належав італійському архітектору Бартоломео Береччі да Понтасьєве, який також спроектував декілька інших споруд у Королівстві Польському. Окрім нього у будівництві брали участь архітектори Бернардіно Дзанобі де Дж'янотіс та Бенедикт із Сандомира.

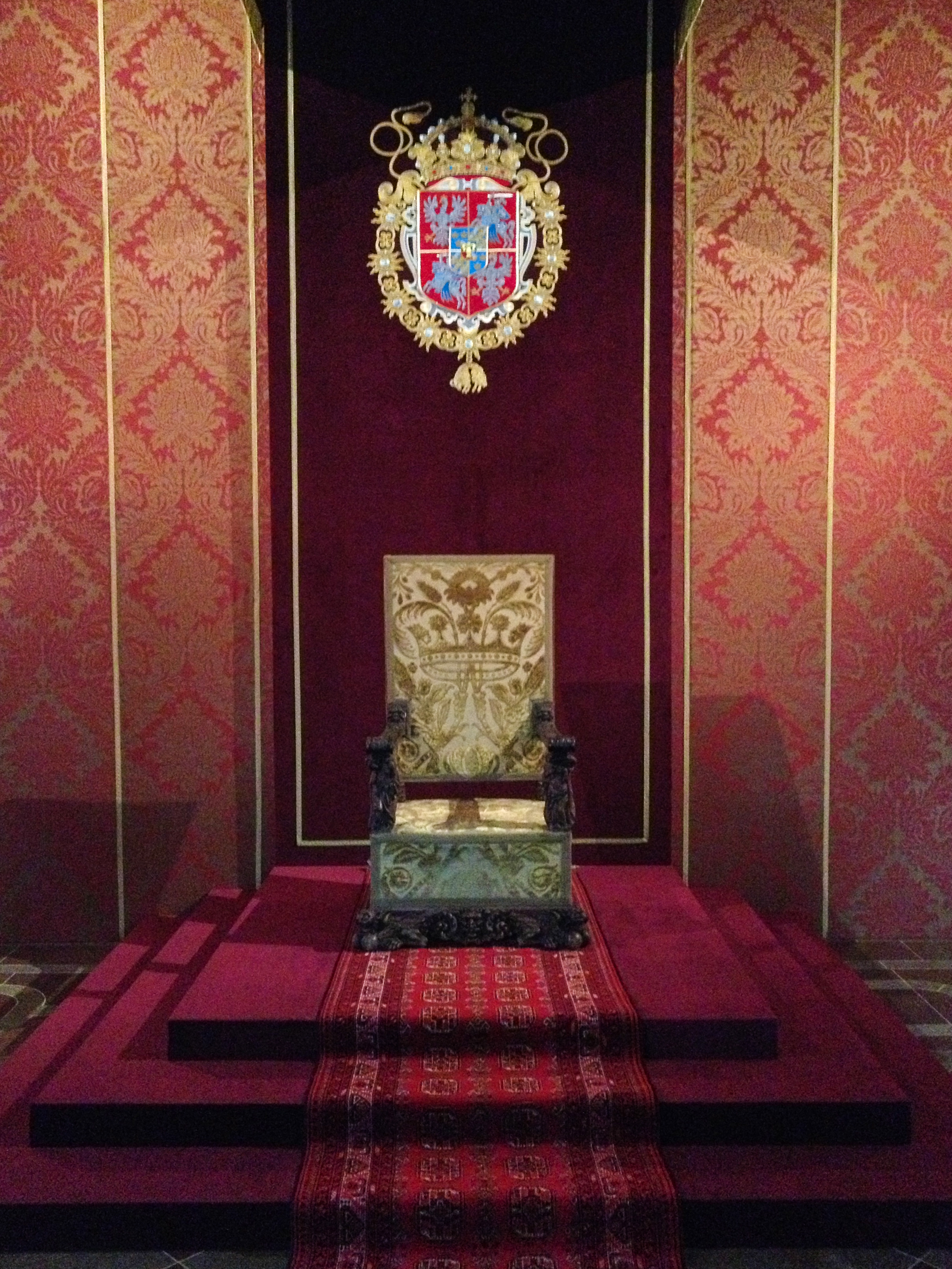
Тронна зала Великих князів Литовських та (пізніше) польських королів

У цьому палаці Сигізмунд І приймав послів зі Священної Римської Імперії; у 1517 році вони представили йому Бону Сфорцу, яка згодом стала його другою дружиною.
У палаці відбулася і коронація на Великого князя Литовського сина Сигізмунда І, Сигізмунда II Августа. Він продовжив реставрацію палацу, у якому жив зі своєю першою дружиною Єлизаветою, донькою Фердинанда І, яка була похована у соборі Вільнюса. Друга дружина Сигізмунда II, Варвара Радзивілл, також проживала у палаці. За тогочасними свідченнями послів Святого Престолу, у палаці на той момент містилося більше коштовностей, ніж у Ватикані. також Сигізмунд II володів однією з найбільших у Європі колекцій книг та гобеленів.
Під час володарювання Сигізмунда II Августа у 1544 році було добудовано ренесансне крило, яке отримало назву Новий палац. Будівельними роботами керував архітектор Джованні Чині ла Сьєна разом із Джанмаріо Москі та Філіппо Бартоломео де Ф'єсоле. Згодом палац відвідав Іпполіто Альдобрандіні, який пізніше став Папою Климентом VIII.
За правління династії Ваза у палаці відбувалося багато визначних подій, наприклад, весілля князя Йоганна, який згодом став королем Швеції Юханом III, та сестри Сигізмунда Августа Катерини. У 1634 році у палаці відбулася перша в Литві оперна вистава. Палац загалом виконував функцію головного палацу Великих князів Литовських та резиденції королів Речі Посполитої – федеративної держави, яка складалась із Корони королівства Польського та Великого князівства Литовського. Взагалі XVI та XVII століття називають «золотим віком» палацу: саме тут відбувалося багато важливих для європейської історії подій, а саме тут приймали іноземних послів, присягали Великим князям Литовським; тут також укладалися міжнародні угоди, відбувалися суди, редагувалися Литовські Статути, містилась державна скарбниця та архів. Ще у палаці зберігались колекції мисливських трофеїв, картин та ювелірних виробів.

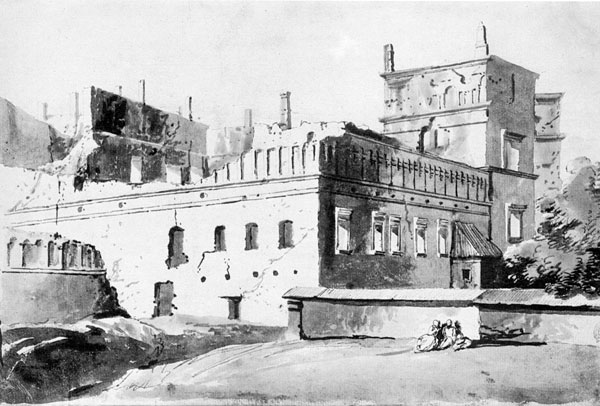
Руїни палацу, намальовані Франциском Смуглевичем у 1785-86 рр.; використані при відновленні будівлі

У 1610 році палац згорів; його було відновлено за правління Сигізмунда III Вази у стилі маньєризму. У 1624 році під керівництвом Костанте Тенкалли палац було знову перебудовано, але у стилі раннього бароко. У цьому проекті брали участь зокрема архітектори Маттео Кастелло та Джакопо Тенкалла.
У серпні 1655 року під час московсько-польської війни 1654-67 рр. російські війська окупували Вільнюс та зайняли Верхній і Нижній замки. 1661 року місто вдалося звільнити, але після багатьох місяців оборони палац, сильно пошкоджений та розграбований, вирішили не відновлювати, проте у частинах палацу і досі проживали його мешканці. Палац більше не міг виконувати функції резиденції правителів, тому лишився покинутим більше ніж на 150 років. Наприкінці XVIII століття, після розпаду Речі Посполитої, у частинах палацу проживало декілька сімей.
Після входження Великого князівства Литовського до Російської імперії внаслідок третього поділу Речі Посполитої руїни палацу у 1801 році було остаточно знесено за наказом губернатора Івана Григоровича Фризеля. Цеглу із розібраного палацу було використано для спорудження будинків. Збереглася лише частина східного крила, яку викупив та переробив на житловий будинок єврейський купець Абрам Шльосберг. Всередині його будинку лишилась стіна першого поверху та підвали колишнього палацу.

### Будинок купця Шльосберга у XIX – XX ст.
| |  |  |
| Північний фасад будинку Шльосберга у 1848 році (ліворуч) та будинок Шльосберга із Замковим пагорбом наприкінці XIX століття (праворуч) |  |  |

Після Листопадового повстання 1830-31 рр. царський уряд вигнав Шльосберга та привласнив будівлю. У 1831 році на території колишнього палацу постала російська військова Віленська фортеця з ровами та валами, у той час як будинок А. Шльосберга, сам по собі оточений канавою, було перетворено на військовий штаб.
У 1854 році палац було реконструйовано і тепер ним опікувалась Віленська окружна військово-інженерна рада. У другій половині XIX століття фортецю знесли; канаву на місці колишнього палацу було засипано ґрунтом та перетворено на міський парк. На початку XX століття будинок Шльосберга знову було відбудовано в еклектичному стилі. У першій половині XX століття ця будівля використовувалася для потреб військової адміністрації.
Після того, як Литва здобула незалежність внаслідок Першої Світової війни у 1918 році, будівля дому Шльосберга стала використовуватися для потреб армії та військової адміністрації, проте невдовзі нею заволоділи війська Польщі під час польської окупації Вільнюса.
У 1941 та 1944-87 рр. у цій будівлі містився Палац піонерів; взагалі під час Другої Світової війни тут знаходився штаб Вермахту. Після війни будівлю використовувала радянська служба безпеки, а згодом сюди знову повернувся Палац піонерів.
У 1964 році під час будівництва теплотраси у колишній будівлі дому А. Шльосберга було знайдено винокурні палацу Великих князів Литовських. У 1976 році у будівлі було проведено перші архітектурні дослідження і у 1983 році було запропоновано проект відновлення палацу Великих князів Литовських задля того, щоб влаштувати в ньому Національну картинну галерею.

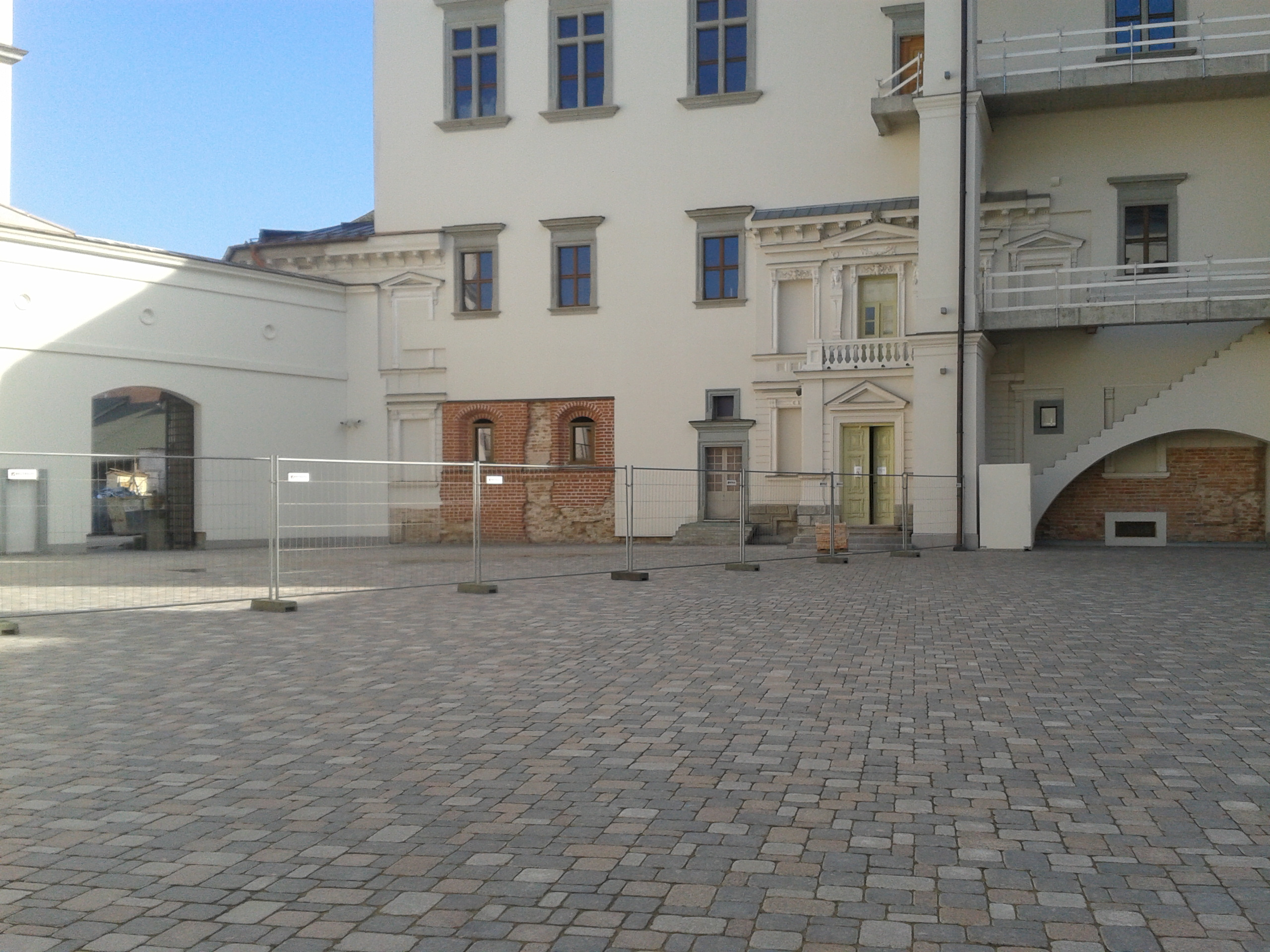
Фрагмент будинку Шльосберга у 2015 році

Втім, пізніше піонерська організація звільнила приміщення, і у 1987 році, коли виник задум створити тут Музей дружби народів, почалися археологічні розкопки, що тривали до 2009 року. За рік було знайдено близько півмільйона унікальних артефактів, серед яких були рештки мозаїки, плитки підлог та печей, монети, руїни та частина оздоблень фасадів будівлі; також було відкрито фундамент колишнього палацу. Окрім цього на території Нижнього замку було виявлено 6-8-метровий багатий археологічними знахідками культурний шар.
Врешті-решт результат розкопок став основою для відновлення палацу. У 1988-2005 рр. будівлею дому Шльосберга опікувався дослідницький центр «Замки Литви», який і здійснив перетворення будинку купця на палац. Від нього лишилися дві зали на другому поверсі та частини зовнішнього оформлення, наприклад, вікна.
У 2000 році парламент Литви ухвалив постанову про відновлення палацу Великих князів Литовських.

### Відновлення палацу

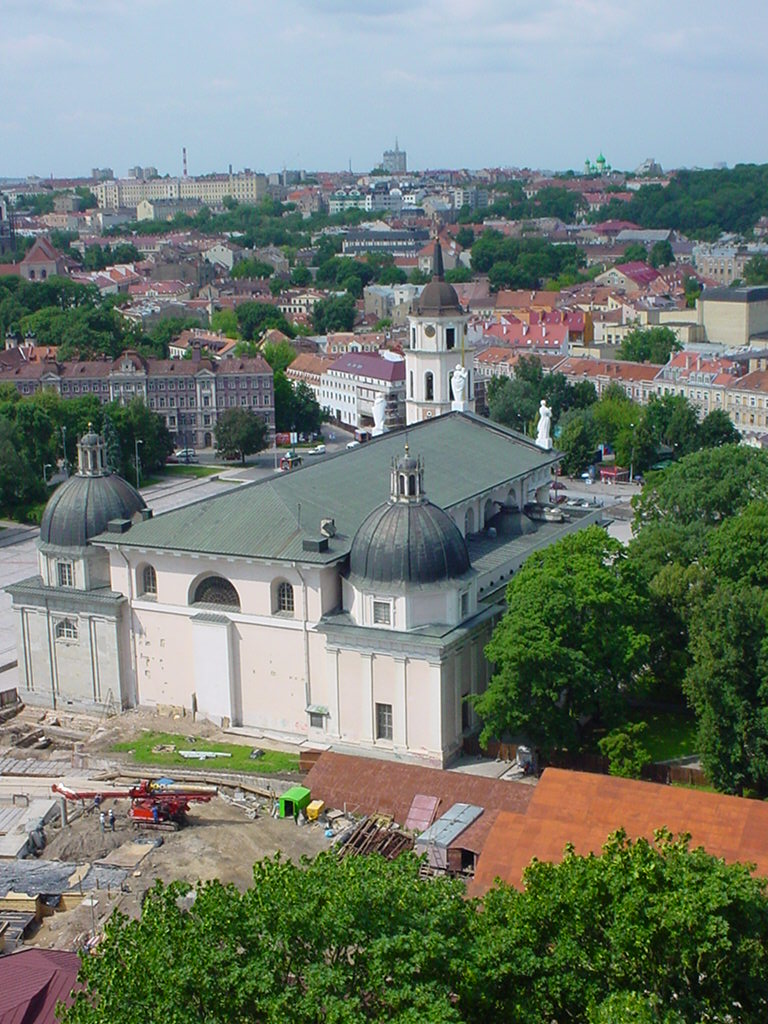
Вид на палац у 2002 році

Невдовзі після падіння Залізної завіси у 1989 році Литва знову стала незалежною (1991). Ідея відновлення Палацу великих князів Литовських у 1988 році належала Литовському культурному фонду; кошти для реалізації цього задуму надав Фонд відновлення палаців Великих князів Литовських. Одним із основних спонсорів відбудови палацу, який надав кошти фонду, був американець литовського походження Юозас Казіцкас.
У 1994 році археологічні розкопки на місці палацу припинилися через брак фінансування. У 1994 році Інститут історії Литви створив особливу групу з дослідження замків, яка керувала археологічними дослідженнями. Будівля колишнього дому Шльосберга на той час використовувалася як штаб-квартира групи та містила колекцію артефактів, знайдених на місці споруди.
До кінця 1980-х рр. археологічні розкопки займали все більшу площу, і після відкриття підвалів палацу; невдовзі дерев'яні елементи та цегла почали псуватися через погодні умови. Для вирішення цієї проблеми було зведено тимчасові споруди – теплиці (також названі «ангарами» через свій коричневий колір). До початку 1990-х років існувало три варіанти майбутнього палацу. Перший варіант передбачав закриття підвалів палацу ґрунтом, проте це було визнано неекономним. Згідно з другим варіантом на території палацу мала бути споруджена спеціальна будівля, яка мала закрити руїни, але критики цього рішення закидали можливе псування краєвиду Старого міста, внесеного у 1994 до списку об'єктів Світової спадщини ЮНЕСКО. Третій варіант передбачав спорудження будівлі, схожої на початкову. Саме цьому варіанту політики приділяли найбільше уваги; особливо активно його лобіював тодішній президент Литви Альгірдас Бразаускас. У 1993 році було проведено архітектурний конкурс, на якому поміж семи представлених проектів виграв проект Рімаса Грігаса.
До середини 1990-х рр. постало питання функції майбутнього палацу. Спочатку він планувався як резиденція президента країни, але для цього згодом було вирішено використати Палац робітників мистецтва. До кінця 1990-х рр. Казис Наполеонас Кіткаускас запропонував розмістити у палаці Національну галерею мистецтв. У1999 році Литовський художній музей постановив, що будівля буде використовуватись в якості музею палацу.

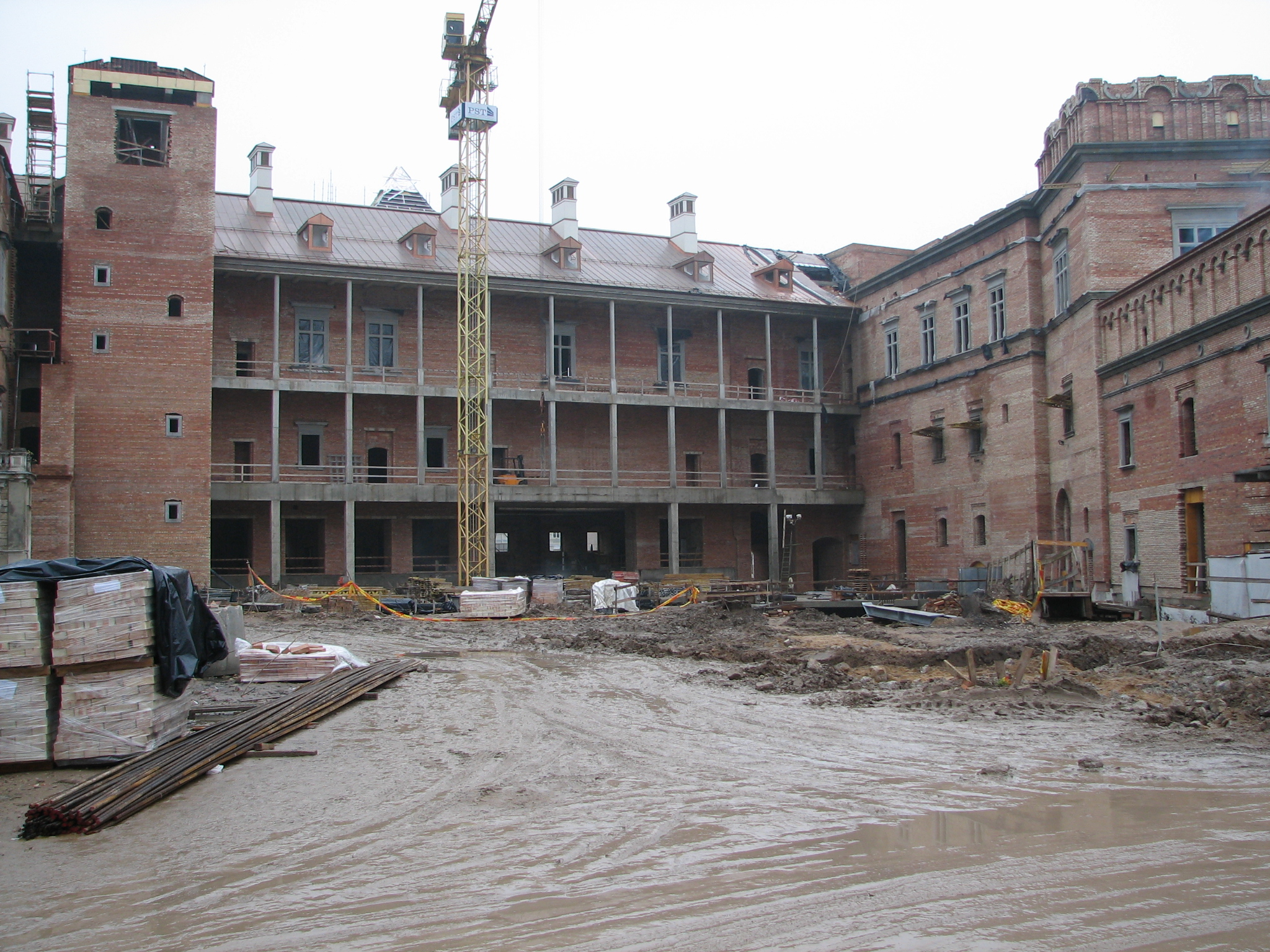
Спорудження південного крила палацу у 2006 році

У 2000 році Сейм Литовської Республіки ухвалив постанову про відновлення палацу та його функцій як частину програми побудови нації. Будівельні роботи почалися влітку 2002 року з південної сторони початкової будівлі Нижнього замку, який після початку реконструкції частіше почали називати Палацом правителів. Дослідницький центр «Литовські замки» виграв конкурс на проведення і координацію проектних та дослідницьких робіт з відновлення палацу. 17 березня 2004 року тодішній прем'єр-міністр країни Альгірдас Бразаускас та мер Вільнюса Артурас Зуокас урочисто заклали перший камінь у фундамент майбутнього палацу.
До 2002-04 та 2005-06 рр. проект палацу змінювався здебільшого через археологічні артефакти, знайдені на території будівлі, та дебати щодо архітектурної цінності будинку купця Шльосберга, фрагменти якого згодом стали частиною східного крила відновленого палацу.

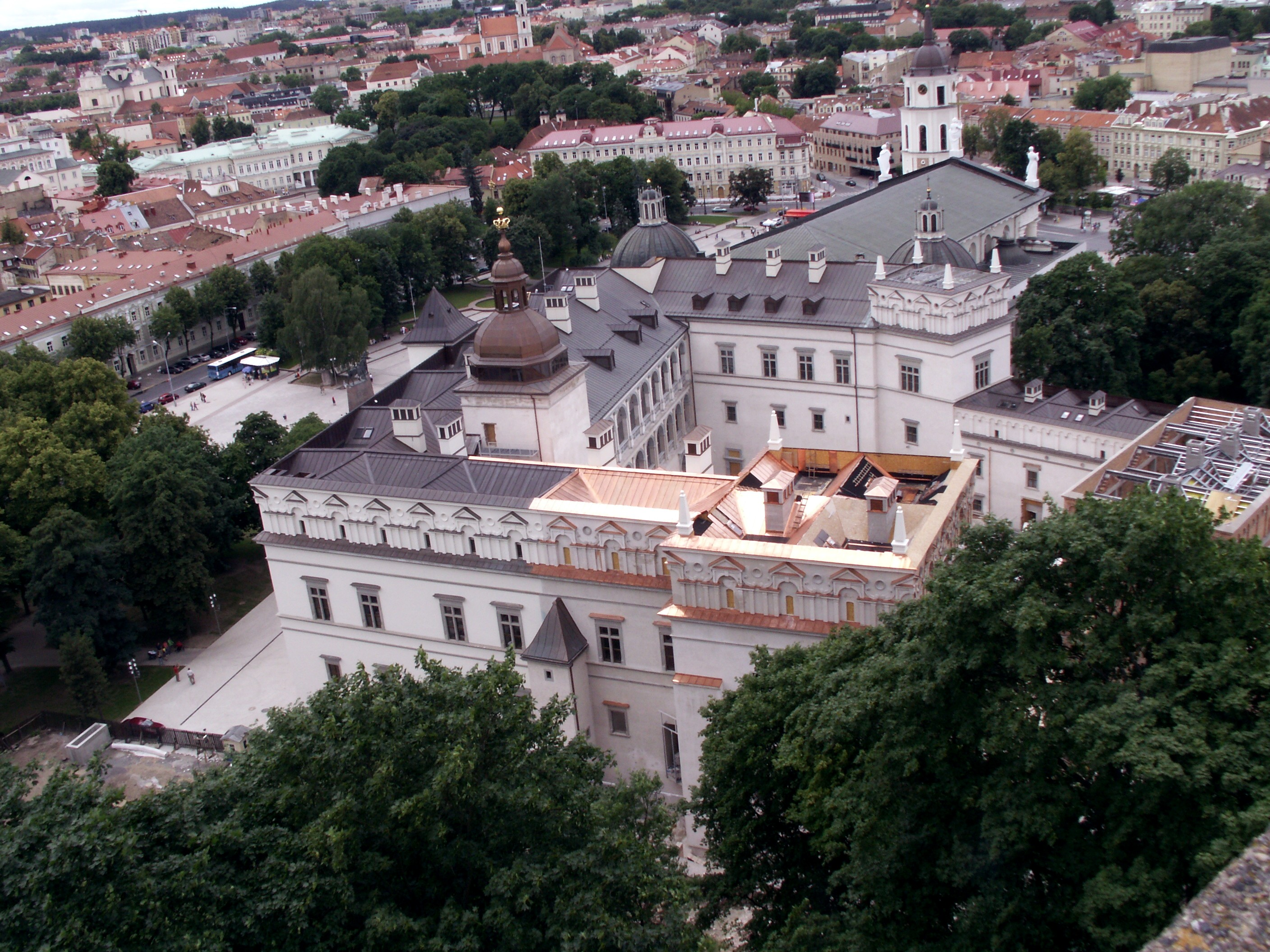
Краєвид із Замкового пагорба, 2009 рік

Деякі історики, які виступали проти відновлення палацу, наводили багато аргументів на користь її непотрібності. Зокрема, обговорювалось те, що новозбудований палац порушить міський архітектурний ансамбль, що формувався упродовж останніх 300 років: палац закриє собою Вільнюський собор, зі сторони якого не буде видно Вежу Гедиміна. Окрім цього зазначалося, що будівельні матеріали та технології, використані під час відновлення палацу, не були відомі за часів створення оригінальної будівлі (наприклад, залізобетон). Також цю відбудову профінансувала держава, у той час як справжні історичні будівлі поблизу знаходилися не в найкращому стані. Це спричинило хвилю масштабної критики щодо вартості реконструкції палацу, яка перевищила 176 млн литів.

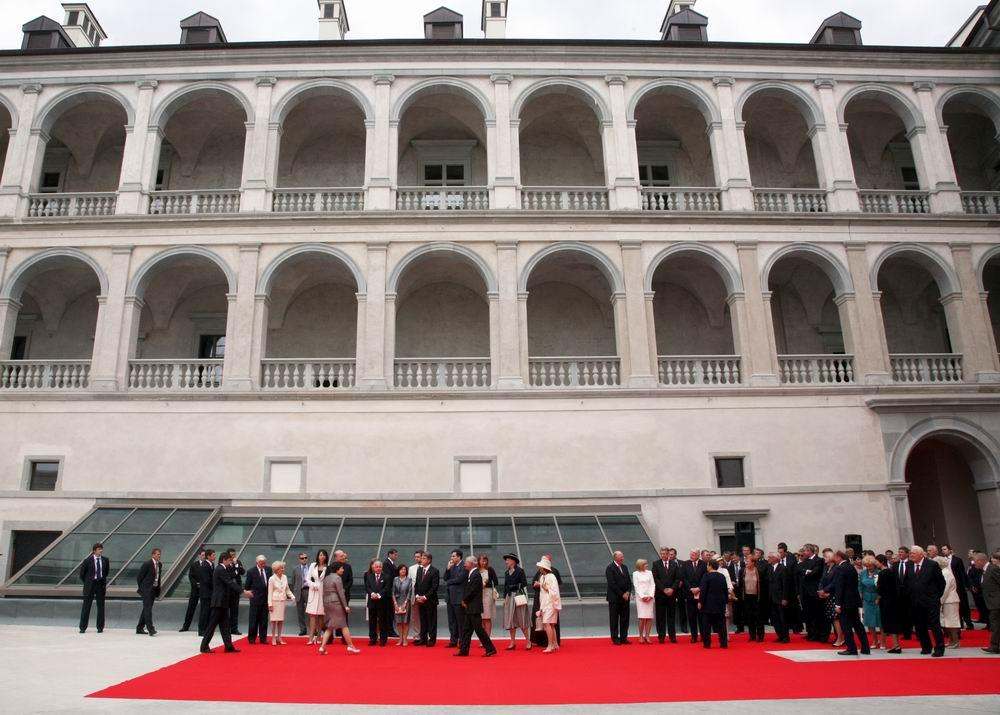
Урочисте відкриття палацу у 2013 році

Завершити будівництво планувалось до святкування тисячоліття назви Литви 6 липня 2009 року, але здійснити цього не вдалося. Будівлю та музей, який мав у ній розміщуватися, частково відкрили під час вищевказаного святкування, хоча роботи не були завершені через нестачу фінансування. До кінця 2009 року реставраційні роботи продовжилися і новобудову знову закрили для відвідувачів.

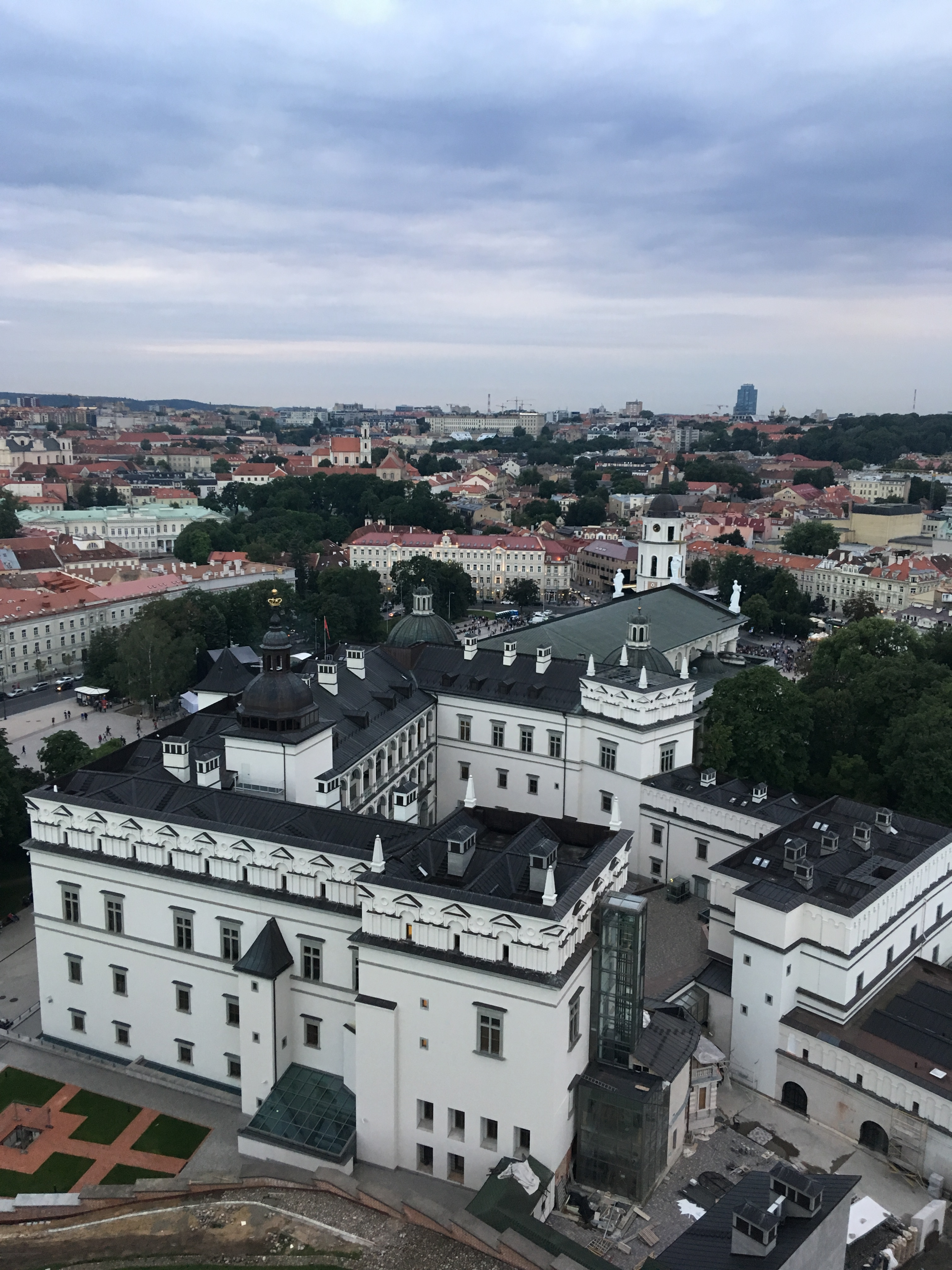
Палац у 2017 році

В музеї Палацу правителів з лютого 2009 року діє група з реставраційного догляду, більша частина якої представлена дослідницьким центром «Замки Литви». Головне їх завдання — збереження археологіних знахідок, виявлених на території палацу, їх консервація та реставрація. Також проводиться попередня консервація — підготовка експонатів для зберігання та експозиції, забезпечення необхідних умов зберігання, підготовка до транспортування при організації виїздних виставок. Роботу реставраторів координує та оцінює Реставраційна рада музею.
6 липня 2013 року, через 760 років після коронації Великого князя Литовського Міндовга, дві частини будівлі (одна з них відома як корпус А) з чотирьох офіційно відкрили для відвідувачів як музей та місце для проведення урочистих заходів. Для внутрішнього оздоблення палацу, зображення якого були давно втрачені, на міжнародних антикварних ринках було закуплено особливі меблі, картини та навіть старовинний посуд. У підвалі палацу було облаштовано археологічну експозицію, в межах якої демонструвалися частини фундаменту оригінальної будівлі.
З 2014 року йде будівництво корпусу Б палацу.
Наразі у палаці розміщується національний музей, проводяться виставки та конференції.

## Головування в Раді Європейського Союзу

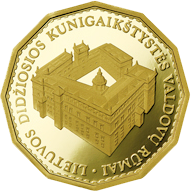
Золота пам'ятна монета Литви номіналом у 500 литів, присвячена палацу Великих князів Литовських (2005)

Під час головування Литви в Раді ЄС палац був одним з головних місць зустрічей голів європейських країн. 28 листопада 2013 року в рамках саміту Східного партнерства у палаці пройшла урочиста вечеря за участі багатьох гостей, серед яких були канцлер Німеччини Ангела Меркель, прем'єр-міністр Великої Британії Девід Кемерон, президент Франції Франсуа Олланд, президент Польщі Броніслав Коморовський, голова Європейської Ради Герман ван Ромпей, президент Європейської Комісії Жозе Мануель Баррозу, президент Європейського Парламенту Мартін Шульц, Віце-президент Європейської комісії та Верховний представник Європейського Союзу з питань закордонних справ і політики безпеки баронеса Кетрін Ештон, Єврокомісар з питань розширення та Європейської політики сусідства Штефан Фюле, комісар з торгівлі Європейської комісії Карел де Гюхт, президенти Латвії, Кіпру, Румунії та Словаччини, прем'єр-міністри Чехії, Данії, Естонії, Греції, Італії, Хорватії, Люксембургу, Мальти, Нідерландів, Португалії, Словенії, Швеції, Угорщини та Іспанії, а також інші високопосадовці. Країни, які брали участь у програмі саміту Східного партнерства, представляли президент Вірменії Серж Саргсян, президент Азербайджану Ільхам Алієв, президент України Віктор Янукович, президент Грузії Георгій Маргвелашвілі, прем'єр-міністр Молдови Юріє Лянке та міністр закордонних справ Білорусі Володимир Макей.

## Архітектура

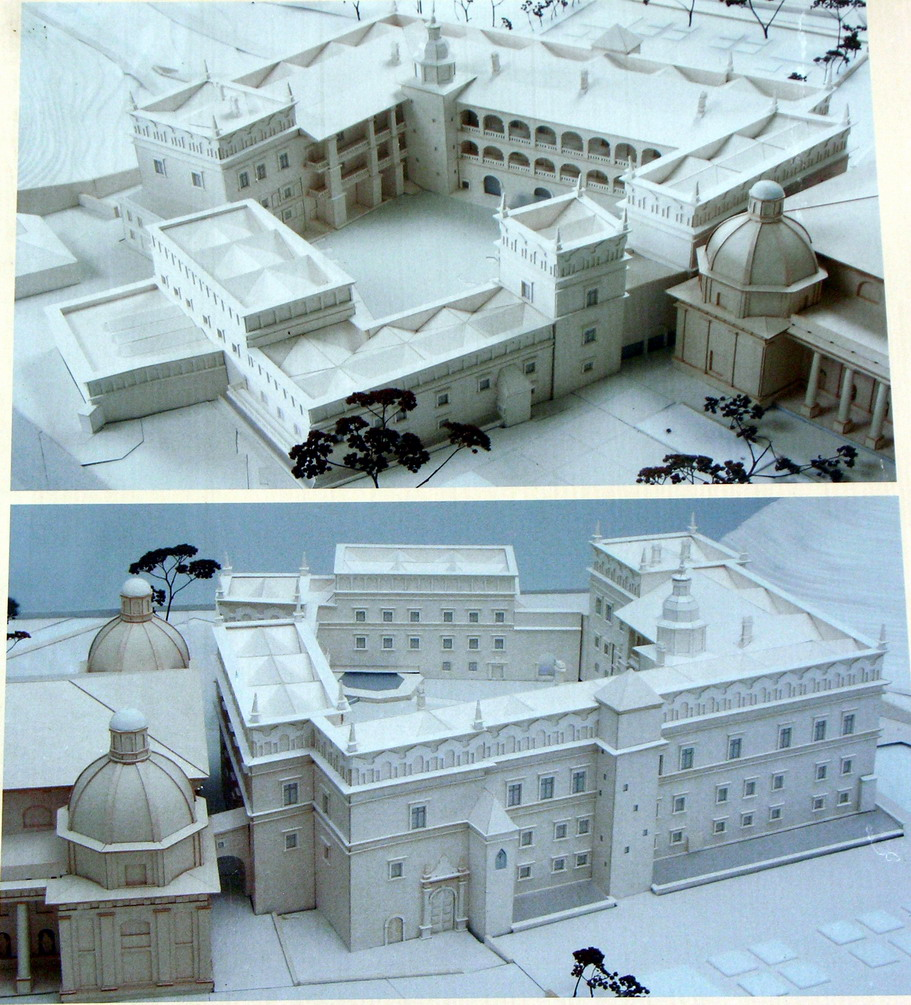
Макет палацу (автор Рімас Грігас), 2004 рік

У період свого розквіту палац повинен був за планом мати форму неправильного п'ятикутника, величні триповерхові східне та південне крила якого виходили до внутрішнього двору аркадним клуатром. Усі будівлі були завершені ренесансним аттиком. Після відновлення палацу інтер'єр східного крила отримав готичне оформлення, південне крило — ренесансне, а південно-західне — раннього бароко.

## Музей

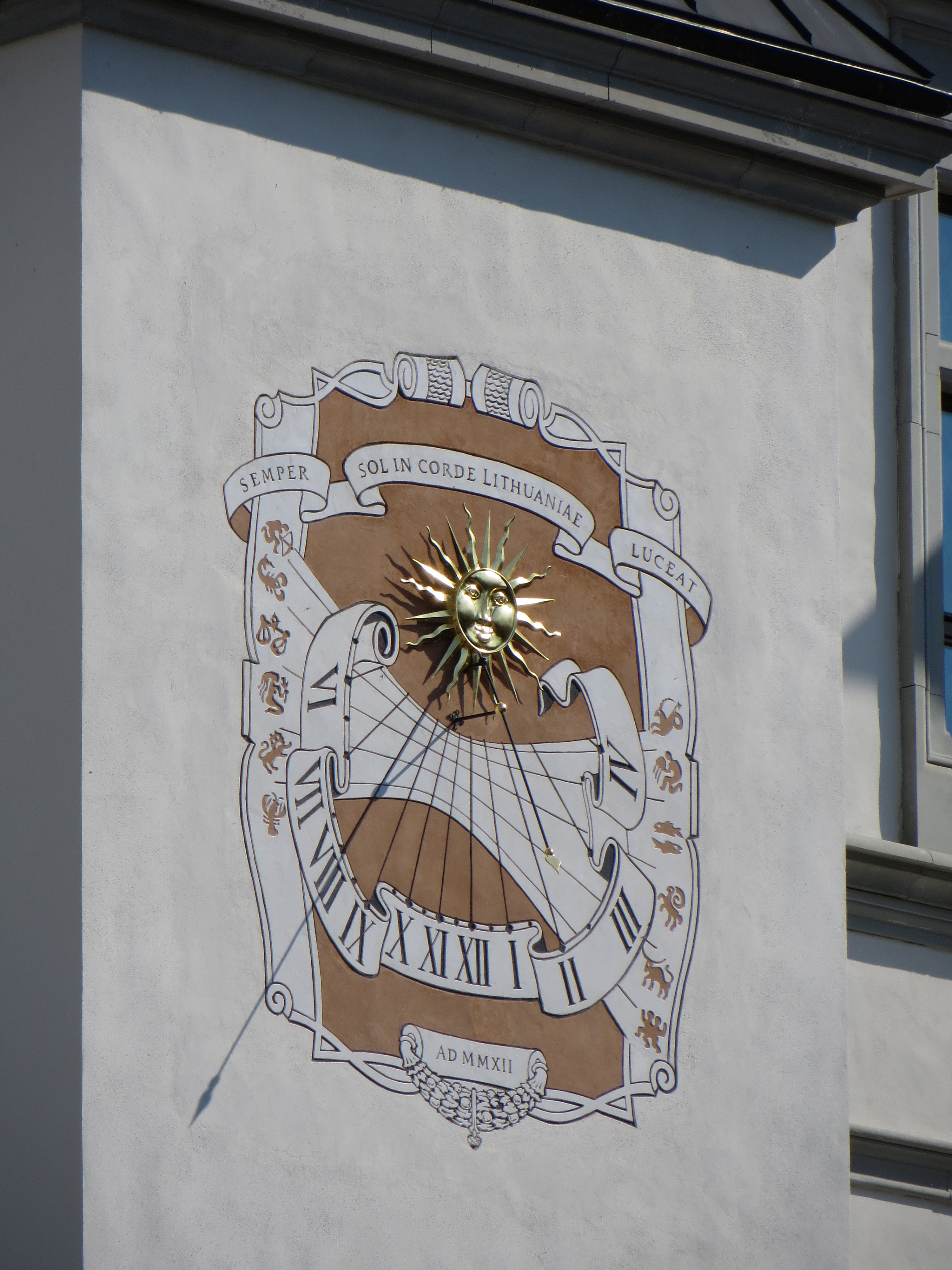
Вертикальний сонячний годинник на стіні палацу

Наразі у палаці розміщується національний музей. У ньому діють постійні експозиції історичного розвитку палацу та експозиції готичних інтер'єрів, інтер'єрів в стилі ренесансу та раннього бароко; представлено велику кількість археологічних знахідок, які свідчать про початковий період існування литовської держави.
Музей є демонстраційним майданчиком робіт археологів та реставраторів, які продовжують пошуки та відновлення предметів старовини. В музеї консервуються і реставруються археологічні знахідки із різних матеріалів та проводяться різносторонні дослідження знахідок: частина досліджень проводиться спеціалістами музею, частина — за допомогою інших установ. Металічні артефакти консервуються, реставруються та підготовлюються для зберігання та експозиції. За необхідності виконується їх якісний мікрохімічний аналіз, рентгенографічні дослідження, які допомагають встановити склад сплаву, ідентифікувати покриття, оцінити ступінь зруйнованості тощо.
У 2003 році було створено дендрохронологічну лабораторію, де визначається вік знайденої деревини. Консервуються та реставруються керамічні, скляні та бурштинові артефакти. За співпраці реставраторів музею з іншими установами та організаціями виконуються хімічні, технологічні, мистецтвознавчі дослідження керамічних та скляних артефактів, ідентифікуються склади глиняної маси, глазурі, розчинів, особливості їх виробництва. Дані досліджень особливо стали у нагоді при відтворенні старовинних печей. У лабораторії також проводяться дослідження шкіряних артефактів, зокрема, визначається вид шкіри тварин, з якої виготовлено виріб.

## Зовнішні посилання
- Офіційна сторінка палацу [Архівовано 10 лютого 2021 у Wayback Machine.](лит.)
- Jaunieji piliečiai rūpinasi Valdovų rūmų projektu [Архівовано 23 квітня 2018 у Wayback Machine.](лит.)
- Палац Великих князів Литовських(лит.)
- Відновлення палацу [Архівовано 26 січня 2021 у Wayback Machine.](лит.)
- Фонд підтримки палацу(лит.)
- Kritischer deutscher Zeitungsbericht [Архівовано 23 квітня 2018 у Wayback Machine.](нім.)
- Палац Великих князів Литовських [Архівовано 24 квітня 2018 у Wayback Machine.](біл.)